# Obrona Płocka (1920)
Obrona Płocka – bitwa stoczona przez oddziały polskiego II pododcinka Grupy Dolnej Wisły z bolszewickim 3 Korpusem Kawalerii w dniach 18–19 sierpnia 1920 roku, w ramach walk na północnym Mazowszu podczas Bitwy Warszawskiej.
Dowództwo 5. Armii w obliczu sukcesów polskiej kontrofensywy nad Wkrą i Wieprzem nie brało pod uwagę możliwości ataku bolszewików na Płock, stąd rozkazało jego załodze, aby 18 sierpnia przeszła do działań zaczepnych. W rzeczywistości przeciwnik rzucił pod miasto główne siły 3 Korpusu Kawalerii wsparte piechotą i artylerią. Idące w natarciu polskie oddziały zostały w znacznej części rozgromione, a sowiecka kawaleria wdarła się do miasta. Za cenę poważnych strat polscy żołnierze i marynarze, licznie wsparci przez ludność cywilną, zapobiegli całkowitemu opanowaniu Płocka przez bolszewików. 19 sierpnia Armia Czerwona została wyparta ze zdobytej poprzedniego dnia części miasta.
Podczas walk o Płock bolszewicka kawaleria dopuściła się licznych mordów, gwałtów i rabunków.

## Preludium

### Działania wojenne na północnym Mazowszu w sierpniu 1920 roku
Wczesnym latem 1920 roku wojna z Rosją Sowiecką przybrała niekorzystny obrót dla odrodzonego państwa polskiego. Na początku sierpnia wojska bolszewickiego Frontu Zachodniego przekroczyły linię Bugu i Narwi, zmierzając w kierunku Wisły. Ważną rolę w planach bolszewickiego dowództwa odgrywał obszar północnego Mazowsza, rozciągający się między dolną Wisłą a granicą niemieckich Prus Wschodnich. Komfront Michaił Tuchaczewski skierował tam swoje 3., 4. i 15. Armie oraz słynący z bitności i okrucieństwa III Korpus Kawalerii. Ich zadaniem miało być odcięcie Warszawy od Gdańska oraz sforsowanie Wisły i wyjście na tyły polskich armii walczących na przedpolu stolicy.
Przeciwko tym siłom polskie dowództwo wystawiło 5. Armię dowodzoną przez gen. Władysława Sikorskiego. Celem obrony przyczółków mostowych i przepraw na Wiśle sformowano natomiast Grupę Dolnej Wisły pod dowództwem gen. Mikołaja Osikowskiego. Została ona podzielona na trzy pododcinki: Wyszogród, Włocławek i Płock. Dowodzenie tym ostatnim powierzono mjr. Januszowi Mościckiemu, dotychczasowemu dowódcy batalionu w 10. pułku piechoty.
12 sierpnia oddziały bolszewickiej 4. Armii zbliżyły się do Płocka na odległość około 20 kilometrów. Z miasta ewakuowano niektóre urzędy i instytucje publiczne, a także pensjonariuszy i większość personelu miejscowego więzienia. Major Mościcki nakazał wszystkim mężczyznom w wieku 17–40 lat, którzy nie byli zatrudnieni w urzędach i instytucjach użyteczności publicznej, stawić się w Powiatowej Komendzie Uzupełnień w Ciechomicach. Przystąpiono też do budowy fortyfikacji polowych na wschodnich obrzeżach miasta. Między 12 a 14 sierpnia polskie patrole wojskowe i policyjne stoczyły na wschód od Płocka kilka zwycięskich potyczek z bolszewikami. Polskie dowództwo spodziewało się, że uderzenie Armii Czerwonej na miasto nastąpi około 15 sierpnia; gen. Osikowski osobiście pojawił się wtedy w Płocku, aby pokierować jego obroną. W rzeczywistości 4. Armia zmieniła jednak marszrutę, kierując się na Płońsk.
Tymczasem 14 sierpnia 5. Armia rozpoczęła znad rzeki Wkry działania zaczepne przeciwko bolszewickim 3. i 15. Armii. Polskie natarcie zdołało uzyskać powodzenie. Dalekosiężne skutki miał zwłaszcza udany rajd 8 Brygady Jazdy na Ciechanów. Kwaterujący w mieście sztab 4. Armii musiał przystąpić do pośpiesznej ucieczki, tracąc radiostację i dokumenty operacyjne. W rezultacie komandarm Aleksandr Szuwajew stracił łączność z dowództwem Frontu Zachodniego i nie był świadomy pogarszającej się sytuacji ogólnej. Zamiast wesprzeć walczące nad Wkrą 3. i 15. Armie, postanowił realizować pierwotny plan Tuchaczewskiego i skierował znaczną część 4. Armii w kierunku zachodnim.

### Walki  w rejonie Płocka w drugiej dekadzie sierpnia
Dla Grupy Dolnej Wisły przewidziano początkowo zadania defensywne. 14 sierpnia gen. Osikowski otrzymał jednak od dowódcy Frontu Północnego gen. Józefa Hallera rozkaz przystąpienia do działań zaczepnych z przyczółków w Płocku i Wyszogrodzie. W obliczu spodziewanego uderzenia nieprzyjaciela na Płock rozkaz nie został wykonany, lecz już dwa dni później gen. Sikorski rozkazał dowódcy Grupy przeprowadzić „energiczną akcję ofensywną z przyczółków mostowych na Wiśle”. Na skutek obiekcji Osikowskiego, który podkreślał, że nie dysponuje siłami zdolnymi do wykonania tak ambitnego zdania, Sikorski zgodził się zmodyfikować swój rozkaz. Grupa Dolnej Wisły miała zabezpieczyć Płock i tamtejszy most, przygotować się do ofensywy w kierunku na Bielsk i Sierpc oraz przy użyciu kawalerii prowadzić na tym samym kierunku rozpoznanie i działania podjazdowe.
Tymczasem sowiecka 54 Dywizja Strzelców zajęła leżące w bezpośrednim sąsiedztwie Płocka wsie Goślice, Rogozino, Brochocin i Trzepowo. 16 sierpnia pod wpływem optymistycznych wiadomości o sukcesach polskiej kontrofensywy nad Wkrą i Wieprzem szef sztabu Grupy Dolnej Wisły, ppłk. Mieczysław Wyżeł-Ścieżyński, zarządził atak na Trzepowo, który został jednak odparty ze stratą dwóch zabitych i 40 rannych.
Tego samego wieczora gen. Sikorski, którego armia była uwikłana w zacięte walki pod Płońskiem i Nasielskiem, ponowił żądanie, aby Grupa Dolnej Wisły przeszła do działań zaczepnych. Następnego poranka z Płocka wyszło polskie natarcie: batalion zapasowy 6 pułku piechoty Legionów uderzył w kierunku Trzepowo-Goślice, a batalion zapasowy 37 pułku piechoty na Rogozino. Mimo drobnych sukcesów polskie oddziały zostały pod koniec dnia zmuszone do wycofania się na pozycje wyjściowe. Utracono dwóch zabitych i 60 rannych, podczas gdy straty przeciwnika oszacowano na 30 zabitych i rannych.
Tymczasem mimo wyraźnych rozkazów Tuchaczewskiego, polecających 4. Armii natychmiast wesprzeć 3. i 15. Armie walczące z oddziałami Sikorskiego, komandarm Szuwajew polecił dowódcy 3 Korpusu Kawalerii Gaja Gajowi (Gaj-Chanowi) zdobyć Płock i dopiero później wyruszyć pod Płońsk. Stosowne rozkazy zostały wydane 17 sierpnia, a 3 Korpus skierował się na Płock następnego poranka. Kawalerzystów wesprzeć miała jedna z brygad 18 Dywizji Strzelców. Wbrew obiegowym opiniom, pojawiającym się także w źródłach historycznych, celem ataku na Płock nie było jednak zdobycie przeprawy na lewy brzeg Wisły, lecz jedynie zniszczenie polskiego garnizonu na przyczółku mostowym.
Ze względu na fakt, iż sytuacja na froncie przybrała wyraźnie niekorzystny przebieg dla strony sowieckiej, polskie dowództwo nie liczyło się z możliwością nieprzyjacielskiego uderzenia na Płock. Sztab 5. Armii otrzymał co prawda meldunki, m.in. od rozpoznania lotniczego, które wskazywały, że kolumny Armii Czerwonej zmierzają z rejonu Włocławka i Lipna na południe, zinterpretowano je jednak jako przygotowania do odwrotu. Dowództwo przedmościa płockiego zignorowało z kolei doniesienia uchodźców o przygotowywanym przez bolszewików szturmie na miasto. Jednocześnie gen. Sikorski nadal obawiał się ataku ze strony 4. Armii, która jako jedyny bolszewicki związek operacyjny zachowała jeszcze swobodę manewru. Dlatego rozkazał, aby 18 sierpnia Grupa Dolnej Wisły wznowiła działania zaczepne i związała walką możliwie duże siły Szuwajewa. Mimo obiekcji ppłk. Wyżeł-Ścieżyńskiego, który wskazywał, że garnizon przedmościa płockiego nie jest w stanie prowadzić poważniejszych działań ofensywnych, rozkaz ataku został utrzymany.

## Przebieg bitwy

### Porównanie sił
W skład II podcinka Grupy Dolnej Wisły wchodziły początkowo: batalion zapasowy 6 pułku piechoty Legionów, po dwie kompanie alarmowe z 10 i 37 pułku piechoty, po jednej kompanii alarmowej z 28 i 31 pułku piechoty, Tatarski Pułk Ułanów, bateria z 15 Wielkopolskiego Pułku Artylerii Ciężkiej. Według stanu na 13 sierpnia siły te liczyły od 1530 do 1763 żołnierzy, sześć ciężkich karabinów maszynowych i cztery armaty kal. 75 mm.
Załoga przedmościa uległa w kolejnych dniach pewnemu wzmocnieniu. 15 sierpnia do Płocka dotarła bateria 4 dywizjonu artylerii konnej z czterema działami kal. 76 mm, a dwa dni później – bateria 10 Kaniowskiego Pułku Artylerii Ciężkiej. Przed rozpoczęciem bitwy w mieście oraz na lewym brzegu Wisły znalazły się także: I batalion 2 Kowieńskiego Pułku Strzelców, 211 Ochotniczy Pułk Ułanów, 9 kompania telegraficzna jazdy oraz pluton żandarmerii polowej. W rezultacie w momencie rozpoczęcia bitwy garnizon przedmościa liczył łącznie 2998 oficerów i żołnierzy, dysponujących 12 armatami i 22 ckm. W trakcie walk obrońcy uzyskali jeszcze wsparcie w postaci m.in. I batalionu 102 Pułku Piechoty Podhalańskiej (635 żołnierzy) oraz jednostek Flotylli Wiślanej.
Wartość bojowa garnizonu przedmościa nie była wysoka. Oddziały piechoty były bowiem jednostkami o niewielkiej spoistości i niskim morale, złożonymi głównie ze słabo wyszkolonych rekrutów, ozdrowieńców lub żołnierzy zebranych z różnych rozbitych jednostek bądź przeniesionych do służby liniowej z formacji tyłowych. Tatarski Pułk Ułanów, najbardziej doświadczona z polskich jednostek, był z kolei przetrzebiony i wyczerpany dotychczasowymi walkami. Blisko połowa ułanów była przy tym pozbawiona koni. Artyleria dysponowała zużytym sprzętem. Oparciem dla obrońców były dwie linie umocnień, które broniły dostępu do miasta od wschodu. Ich jakość pozostawiała jednak wiele do życzenia. Zwłaszcza okopy na pierwszej linii w wielu wypadkach były zbyt płytkie, słabo zamaskowane, pozbawione odpowiednich rowów łącznikowych oraz skonstruowane bez uwzględnienia warunków terenowych.
Po stronie bolszewickiej w walkach o Płock udział wzięły główne siły 3 Korpusu Kawalerii, liczącego w tym czasie co najmniej 3,5 tys. kawalerzystów. W bitwie udział wzięły także 54. Brygada Strzelców oraz artyleria 18 Dywizji Strzelców. Tym samym siły bolszewickie liczyły około 6–7 tys. żołnierzy, dysponujących około 30 armatami i 100 ckm. Oddziały Armii Czerwonej, w szczególności kawaleria, górowały nad obrońcami Płocka morale i doświadczeniem bojowym.

### Klęska polskiego natarcia
Plan polskiego natarcia przewidywał, że batalion zapasowy 6 pp Leg., wsparty przez dwa działa z 4 dak i osłaniany na lewym skrzydle przez szwadron Tatarskiego Pułku Ułanów oraz 211 Ochotniczy Pułk Ułanów, uderzy ponownie na Trzepowo. Po zdobyciu wsi i folwarku planowano kontynuować natarcie na Goślice i Bielsk. W tym samym czasie półbatalion alarmowy 37 pp, wsparty przez kompanię alarmową 31 pp i pozostałe dwa działa z 4 dak, miał uderzyć na Boryszewo i Rogozino. Osłonę miasta od północy zapewniała kompania alarmowa 10 pp. W samym mieście przebywały kompania telegraficzna i żandarmeria. Na lewym brzegu Wisły stacjonowały natomiast: I batalion Kowieńskiego Pułku Strzelców, kompania alarmowa 28 pp oraz baterie z 10 i 15 pac.
Polskie natarcie rozpoczęło się 18 sierpnia o godzinie 6:00 rano. Na prawym skrzydle półbatalion alarmowy 37 pp dowodzony przez por. Karasińskiego zdobył Stare i Nowe Boryszewo. Więcej trudności sprawiło Polakom opanowanie Rogozina, z którego przy wsparciu artylerii wyparto bolszewików dopiero około 13:00. Nieco ponad godzinę później na tyły polskich oddziałów weszła jednak nadciągająca szybko z północy nieprzyjacielska kawaleria. Polacy cofnęli się do jednego z wąwozów nad Wisłą, licząc na możliwość przeprawienia się na zachodni brzeg. Wobec braku środków przeprawowych okazało się to jednak niemożliwe. Po zapadnięciu zmroku por. Karasiński postanowił przebić się do miasta, lecz z tego zamiaru także musiał zrezygnować na skutek silnego ostrzału przeciwnika. Piechota przeszła do obrony i nie odegrała większej roli podczas bitwy o Płock. Jedynie 2. pluton 4 dak pod dowództwem por. Konstantego Hartingha zdołał, wraz ze swymi dwoma działami, skorzystać z częściowo niewidocznej dla nieprzyjaciela drogi i nad ranem 19 sierpnia przedostał się do pozostającej w polskich rękach części miasta.
O wiele bardziej dramatyczny przebieg miały walki na lewym skrzydle. Po kilkugodzinnej walce Polacy zdobyli wieś Trzepowo, lecz w rękach bolszewików pozostały ruiny murowanego folwarku. Omyłkowy ostrzał piechoty przez własną artylerię i trudności z łącznością dodatkowo spowolniły tempo natarcia. Nieco dalej na północ szwadron Tatarskiego Pułku Ułanów natknął się na silne oddziały bolszewickiej kawalerii, które obsadzały Chełpowo i Maszewo. Kawalerzyści, wraz z zabezpieczającymi ten sektor piechurami z kompanii alarmowej 10 pp, musieli przejść do obrony. Niedługo później dowódca szwadronu, rtm. Romuald Borycki, cofnął swoich ułanów do miasta, a do sztabu wysłał jednego z oficerów z meldunkiem, iż bolszewicka kawaleria wkrótce wkroczy do Płocka. Podpułkownik Wyżeł-Ścieżyński i jego sztabowcy zignorowali jednak to ostrzeżenie. Nie przerwali nawet obiadu, a posłańca aresztowano pod zarzutem „siania paniki”. Inne alarmujące meldunki także zostały zlekceważone. Tymczasem na tyły i skrzydło batalionu zapasowego 6 pp Leg. uderzyła bolszewicka 10 Dywizja Kawalerii. W ciągu niespełna półgodziny batalion został doszczętnie rozgromiony. Podobny los spotkał wspierający natarcie piechoty spieszony szwadron Tatarskiego Pułku Ułanów, którym dowodził rtm. Rychter. Resztki szwadronu przystąpiły do ucieczki, pociągając za sobą 1 pluton 4 dak.

### Walki uliczne
Przez powstałą lukę w polskim ugrupowaniu, bolszewicka kawaleria wdarła się do miasta. Łatwy do wymanewrowania kordonowy system obrony oraz brak jakichkolwiek odwodów na wschodnim brzegu Wisły spowodowały, że Rosjanie nie napotkali początkowo poważniejszego oporu. Kompania alarmowa 10 pp ppor. Romana Hatały, która dotąd skutecznie odpierała nacierającą od północy 15 Dywizję Kawalerii, mając zagrożone tyły, opuściła pozycje obronne i zaczęła cofać się w kierunku mostu na Wiśle. W mieście wybuchła panika. Podpułkownik Wyżeł-Ścieżyński i jego sztab pośpiesznie wycofali się na lewy brzeg Wisły. W tym samym kierunku uciekali cywilni mieszkańcy Płocka oraz liczni żołnierze, w wielu wypadkach porzucając wcześniej broń i mundury. Pewna liczba żołnierzy poddała się bolszewikom, inni usiłowali ukryć się wśród ludności cywilnej. Na zachodni brzeg Wisły ewakuował się także starosta płocki Franciszek Morawski, który szybko jednak włączył się tam w organizowanie obrony oraz pomocy dla uchodźców. Z kolei prezydent Antoni Michalski ukrył się w swoim mieszkaniu i nie odegrał żadnej roli podczas obrony miasta.
W tym krytycznym położeniu walkę podjęły niewielkie grupy żołnierzy i policjantów, pozbawione centralnego dowództwa. Na korzyść obrońców przemawiał fakt, iż bolszewicka kawaleria nie była przygotowana do prowadzenia walk ulicznych. Co więcej, wielu kawalerzystów rozbiegło się w poszukiwaniu kobiet i łupów, co osłabiło siłę natarcia. Tymczasem mjr Mościcki, rtm. Borycki, kilku innych oficerów, a nawet 16-letnia Janina Landsberg-Śmieciuszewska energicznie zawracali uciekających żołnierzy i kierowali ich do walki. Głównym ośrodkiem oporu był początkowo Rynek Kanoniczny, gdzie przy walnym udziale plutonu żandarmerii udało się zahamować pierwszy impet sowieckiego natarcia. Walka ogniskowała się także wokół uprzednio zbudowanych lub naprędce wzniesionych barykad. Do boju włączyła się wkrótce 3. kompania 2 Kowieńskiego Pułku Strzelców, która torując sobie drogę przez wypełniony uciekinierami most przedostała się na wschodni brzeg Wisły, a także 9. kompania telegraficzna jazdy, która przedarła się galopem z otoczonych przez nieprzyjaciela koszar we wschodniej części miasta. W niektórych punktach miasta Polacy przeprowadzali kontrataki lub wypady na pozycje nieprzyjaciela, stopniowo odzyskując kolejne ulice i budynki. Z lewego brzegu Wisły obrońców wspierali ostrzałem piechurzy z pozostałych poddziałów 2 Kowieńskiego Pułku Strzelców oraz artylerzyści z 10 i 15 pac. Z powodu braku łączności z obserwatorami ogień tych ostatnich nie mógł być zbyt celny, niemniej dość skutecznie wiązał walką stanowiska rosyjskiej artylerii i karabinów maszynowych.
Gdy bolszewicy wkroczyli do miasta, przy brzegu zacumowane były opancerzony statek „Minister” oraz motorówka nr 15. Obie jednostki rychło włączyły się do walki. Po 16:00 dołączył do nich jeszcze wracający spod Dobrzynia zespół w składzie: uzbrojone statki „Wawel” i „Stefan Batory”, motorówki nr 3 i 16. Polscy marynarze ostrzeliwali z dział i karabinów maszynowych sowiecką piechotę i kawalerię oraz wiązali walką stanowiska artylerii i karabinów maszynowych. Okręty skoncentrowały na sobie silny ostrzał nieprzyjaciela; ciężko uszkodzony „Stefan Batory” osiadł na mieliźnie i został opuszczony przez załogę. Skupienie uwagi bolszewików na jednostkach pływających spowodowało jednak osłabienie ostrzału miasta i mostu na Wiśle. Udział w obronie Płocka Flotylla Wiślana okupiła stratą trzech zabitych, jednego zaginionego i dziesięciu rannych.
Do walki po stronie obrońców licznie włączyli się cywilni mieszkańcy Płocka, w tym przede wszystkim ponad 300 członków miejscowej Straży Obywatelskiej i ponad 100 harcerzy. Na newralgicznym podejściu do mostu u boku żołnierzy walczyli rybacy i robotnicy z portu rzecznego. Duże usługi obrońcom oddali także płoccy pocztowcy, zarówno czynnie uczestnicząc w walce, jak i przekazując do polskiego sztabu treść podsłuchanych rozmów telefonicznych nieprzyjaciela. Wsparcie cywilów miało nieocenione znaczenie, chociażby ze względu na fakt, że z racji doskonałej znajomości terenu, mogli służyć żołnierzom jako przewodnicy. Jednym z przewodników była Marcelina Rościszewska, która również urządziła w prowadzonej przez siebie szkole szpital polowy dla żołnierzy. Ponadto cywile pomagali budować barykady, dostarczali żołnierzom broń, amunicję i żywność, służyli jako gońcy, opatrywali i ewakuowali rannych. Ich obecność i wsparcie korzystnie wpływały na morale wojska. W obronie Płocka uczestniczyły nawet kobiety oraz kilkunastoletni chłopcy i dziewczęta. Wśród cywilów, którzy polegli aktywnie uczestnicząc w obronie Płocka, znalazło się m.in. co najmniej trzech uczniów i harcerzy, w tym piętnastoletni członek Straży Obywatelskiej Stefan Zawidzki, a także właścicielka pralni Maria Szymanowiczówna.
W godzinach popołudniowych w Radziwiu na lewym brzegu Wisły pojawił się gen. Osikowski, którzy przejął dowodzenie nad całością obrony. W samym Płocku walką dowodził mjr Mościcki. Mimo silnego ostrzału nieprzyjaciela przez most przedostała się do miasta 4. kompania 2 Kowieńskiego Pułku Strzelców. Wraz z obecną już w mieście 3. kompanią tego samego pułku przystąpiła do kontrataku w rejonie Starego Rynku, który zakończył się jednak niepowodzeniem. Przed wieczorem, po uprzednim ostrzelaniu polskich barykad ogniem artylerii i ckm, bolszewicy przystąpili do natarcia, które zostało odparte przez Polaków. Walki w mieście trwały przez całą noc.

### Wyparcie bolszewików z miasta
W nocy z 18 na 19 sierpnia obrońcy otrzymali znaczne posiłki. Mimo iż most na Wiśle był nadal ostrzeliwany przez bolszewików, do miasta przedostały się I batalion 102 Pułku Piechoty Podhalańskiej, 2. kompania 2 Kowieńskiego Pułku Strzelców, a także dwie kompanie Słuckiego Pułku Strzelców, które autobusami przywieziono z Warszawy.
O świcie 19 sierpnia polskie oddziały przystąpiły do kontrataku. Sowieci stawiali silny opór, niemniej systematycznie tracili kolejne ulice. Polskie natarcie skutecznie wsparł 2. pluton 4 dak pod dowództwem por. Hartingha, który ogniem na wprost niszczył zajęte przez bolszewików barykady. Około godziny 10:00 do walki włączyła się także 13 eskadra myśliwska, której samoloty ostrzeliwały stanowiska sowieckiej artylerii i gniazda ckm. Około godziny 11:00 korpus Gaj-chana został ostatecznie wyparty z miasta. Niedługo później, na rozkaz dowódcy 4 Armii, bolszewicka kawaleria rozpoczęła odwrót w kierunku Płońska.

### Zbrodnie bolszewickie
W zdobytych kwartałach Płocka kawalerzyści Gaj-chana dopuścili się licznych zbrodni. Na masową skalę odbywała się grabież mienia publicznego, prywatnego i kościelnego. Bolszewicy wdzierali się do mieszkań, a następnie bijąc domowników lub grożąc im bronią, rabowali bądź wymuszali zarówno złoto, kosztowności, pieniądze, jak i odzież, przedmioty codziennego użytku, żywność, czy alkohol. Grabieży często towarzyszyły akty wandalizmu i przemocy. Zdarzało się również, iż niektórzy mieszkańcy, korzystając z panującego chaosu, dopuszczali się szabru. Straty w majątku miejskim spowodowane bitewnymi zniszczeniami i rabunkami, oszacowano później na 1 544 971 marek polskich. Straty poniesione przez mieszkańców miasta oszacowano natomiast na 16 168 822 marek polskich, 19 743 ruble i 200 dolarów amerykańskich.
Ofiarą grabieży padali płocczanie reprezentujący wszystkie warstwy społeczne. Jako że zajęta przez bolszewików część miasta była licznie zamieszkiwana przez ludność żydowską, to ona w znacznej mierze padła ofiarą grabieży i gwałtów. Sowieci obrabowali m.in. składy żydowskich instytucji społecznych i dobroczynnych. Ofiarą napaści padły także katolicki kościół farny i seminarium duchowne oraz kościół i klasztor mariawitów. Duchowni obu wyznań byli znieważani i maltretowani, grożono im śmiercią.
Celem sowieckich maruderów były w szczególności kobiety. Wiele zostało zgwałconych, nierzadko zbiorowo. Napastowane były nawet nieletnie dziewczęta i kobiety w podeszłym wieku. Odnotowano przynajmniej jeden przypadek zamordowania członka rodziny – ojca, który usiłował obronić swoje córki przed żołnierzami. Z najwyższym trudem ks. prefekt Maria Filip Feldman zdołał ocalić przed gwałtem grupę sióstr mariawitek. Oficjalnie w mieście zarejestrowano 52 przypadki gwałtu i 30 prób gwałtu, jednakże rzeczywiste liczby zapewne były wyższe.
Liczne były przypadki mordowania jeńców lub polskich żołnierzy, którzy usiłowali ukryć się wśród ludności cywilnej. Ze szpitala garnizonowego bolszewiccy kawalerzyści wyciągnęli 22 rannych oraz dwóch żołnierzy-sanitariuszy, których następnie zabrali do pobliskich okopów i tam zastrzelili lub zarąbali szablami. Pięć sanitariuszek uprowadzono i wielokrotnie zgwałcono. Jan Więckiewicz, mieszkaniec Płocka, który wydał sanitariuszki w ręce bolszewików, został później stracony z wyroku polskiego sądu.
Kawalerzyści Gaj-Chana dopuszczali się zbrodni także w trakcie odwrotu. Przy ul. Nowej zabili własnych rannych, aby nie opóźniali odwrotu. Zbliżając się do granicy pruskiej wymordowali natomiast, po uprzednich torturach, pięciu zakładników uprowadzonych z okolic Płocka. Na wieść o zbrodniach dokonanych przez 3 Korpus Kawalerii gen. Sikorski wydał swoim podkomendnym rozkaz, aby nie brali jeńców – w szczególności gdyby mieli nimi być Kozacy kubańscy.

## Bilans
Strona polska okupiła zwycięstwo dużymi stratami. Poległo około 300 żołnierzy, a od 300 do 400 odniosło ranny. Około 300–350 żołnierzy znalazło się w bolszewickiej niewoli.
Bolszewicy stracili prawdopodobnie około 40 zabitych. Według polskich meldunków wzięto także około 100 jeńców.
Zła ocena sytuacji przez dowództwo 5. Armii oraz niewłaściwa organizacja obrony przedmościa płockiego spowodowały, że 18 sierpnia polskie natarcie zakończyło się całkowitą klęską, która umożliwiła bolszewikom wtargnięcie do miasta. Płock udało się obronić głównie dzięki poświęceniu młodszych oficerów, żołnierzy oraz ludności cywilnej. Z drugiej strony dwudniowe walki związały 3 Korpus Kawalerii i uniemożliwiły mu wsparcie walczących pod Płońskiem 3. i 15. Armii. Strata dwóch dni miała także niekorzystny wpływ na przebieg późniejszych walk odwrotowych na północnym Mazowszu, które zakończyły się rozbiciem 4. Armii i zmuszeniem zdziesiątkowanego 3 Korpusu do przekroczenia granicy pruskiej.

## Epilog

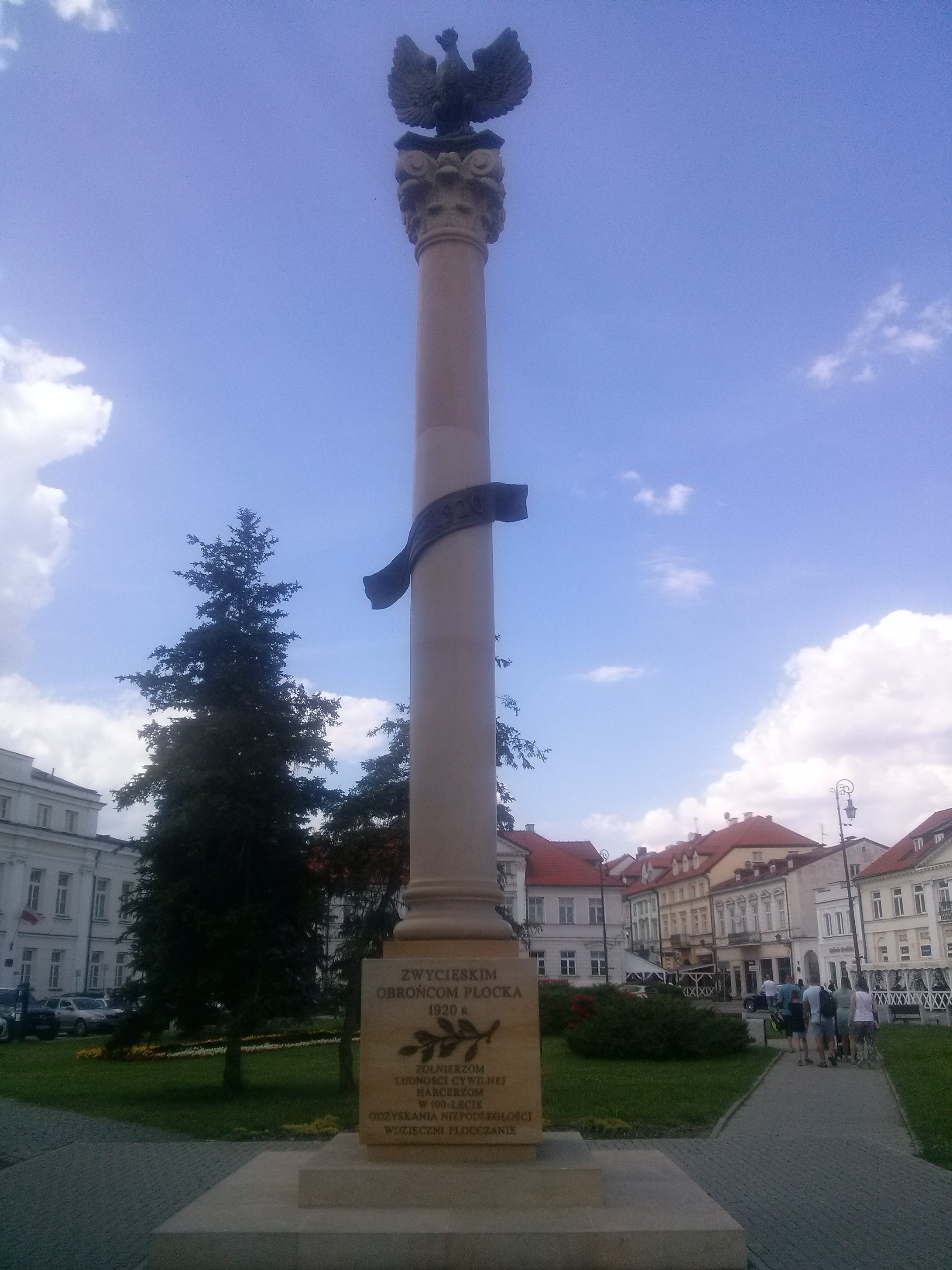
Pomnik obrońców Płocka 1920 r.

Zaraz po zakończeniu bitwy w mieście doszło do antysemickich ekscesów. Miejscowych Żydów oskarżono bowiem, że w czasie bitwy wskazywali drogę bolszewikom, a nawet strzelali do polskich żołnierzy lub oblewali ich wrzątkiem. W podgrzewaniu nastrojów aktywnie uczestniczyli niektórzy prominentni mieszkańcy Płocka. W efekcie żołnierze przystąpili do plądrowania żydowskich sklepów i mieszkań. Miały także miejsce napady i pobicia. Dopiero stanowcza odezwa władz i wysłanie na ulice miasta licznych patroli żandarmerii pomogły opanować sytuację. Jednego z polskich żołnierzy, przyłapanego na rabunku żydowskiego mienia, skazano na karę śmierci i stracono. Kilka dni później pod zarzutem współpracy z bolszewikami został jednak aresztowany rabin Chaim Szapiro. Wyrokiem wojskowego sądu doraźnego skazano go na karę śmierci i niezwłocznie stracono (27 sierpnia). Egzekucja rabina odbiła się szerokim echem w Polsce i za granicą, wywołując liczne protesty. Nastroje antysemickie utrzymywały się w mieście jeszcze przez pewien czas, m.in. na skutek podburzających artykułów „Kuriera Płockiego”.
10 kwietnia 1921 roku wizytę w Płocku złożył marsz. Józef Piłsudski. Odznaczył wtedy miasto orderem Krzyża Walecznych. 23 uczestników bitwy odznaczono orderem Virtuti Militari.
Dwudniowa obrona Płocka przed bolszewikami jest uznawana za jedno z najważniejszych wydarzeń w dziejach miasta. 4 października 1925 roku, z inicjatywy Towarzystwa Opieki nad Grobami Wojennymi, w miejscu pochówku szczątków obrońców miasta usypano kurhan, zwany odtąd „Bratnią Mogiłą” lub „Kopcem Harcerzy”. W 1966 roku na szczycie postawiono krzyż harcerski, a w 1991 roku dodano tam brzozowy krzyż.
11 listopada 2018 roku na pl. Narutowicza w Płocku (dawny Rynek Kanoniczny) odsłonięto pomnik upamiętniający obronę miasta w sierpniu 1920 roku. Monument autorstwa Gustawa Zemły ma formę kolumny zwieńczonej figurą orła.
Obrona Płocka była jedną z bitew i potyczek wojny polsko-bolszewickiej upamiętnionych na okolicznościowych tablicach, które 10 czerwca 2020 roku prezydent Andrzej Duda wręczył przedstawicielom samorządów i instytucji z województw, na których terenie znajdują się miejsca związane z Bitwą Warszawską 1920 roku.
Na lewym ramieniu krzyża kawalerskiego sztandaru 4 pułku artylerii ciężkiej znajduje się wyhaftowana nazwa i data bitwy „Płock 19.VIII.1920”.
31 marca 2022 roku Rada Miasta Płock jednogłośnie ustanowiła Tadeusza Jeziorowskiego – harcerza, który w wieku 11 lat uczestniczył w obronie Płocka i w uznaniu położonych wtedy zasług został najmłodszym kawalerem Krzyża Walecznych, patronem skweru znajdującego się na osiedlu Międzytorze w płockiej dzielnicy Podolszyce.